# Karl Theodor Engelhardt
Karl Theodor Engelhardt (* 5. März 1926 in Würzburg; † 3. August 1988 in Günzburg) war ein deutscher Politiker (SPD).
Engelhardt besuchte die Volks- und die Oberrealschule in Ludwigshafen am Rhein und war danach im Kriegsdienst. Am 22. Februar 1944 beantragte er die Aufnahme in die NSDAP und wurde zum 20. April desselben Jahres aufgenommen (Mitgliedsnummer 9.809.993). Er studierte an der Universität Würzburg Geschichte, Deutsch und Geographie. Nachdem er das 1. und 2. Staatsexamen erreicht hat, wurde er 1951 Lehrer am Dossenberger-Gymnasium Günzburg und war nach einer Zusatzprüfung für die Lehrbefähigung für Sozialkunde an bayerischen Schulen Studiendirektor.
Engelhardt war Mitglied des Stadtrats Günzburg und von 1974 bis 1986 Mitglied des Bayerischen Landtags.